# Admiral der norwegischen Westküste
Admiral der norwegischen Westküste, ab Februar 1943 Kommandierender Admiral der norwegischen Westküste, war die Bezeichnung einer militärischen Dienststelle der deutschen Kriegsmarine und ihres Befehlshabers. Sie wurde im April 1940 nach der deutschen Besetzung Norwegens im Zweiten Weltkrieg aufgestellt. Das Hauptquartier befand sich in Bergen. Vorgesetzte Dienststelle war der Kommandierende Admiral Norwegen, der am 1. Februar 1943 umbenannt wurde in Oberbefehlshaber des Marineoberkommandos Norwegen.
Der Befehlsbereich erstreckte sich zunächst vom Jøssingfjord im Südosten der Provinz Rogaland nach Norden bis zum Vinjefjord bei Kristiansund. Bei der Auflösung der Dienststelle des Admirals der norwegischen Südküste im August 1940 verschoben sich die Grenzen nach Süden und reichten nunmehr vom Langesund im Süden bis zur Halbinsel Stadlandet im Norden.

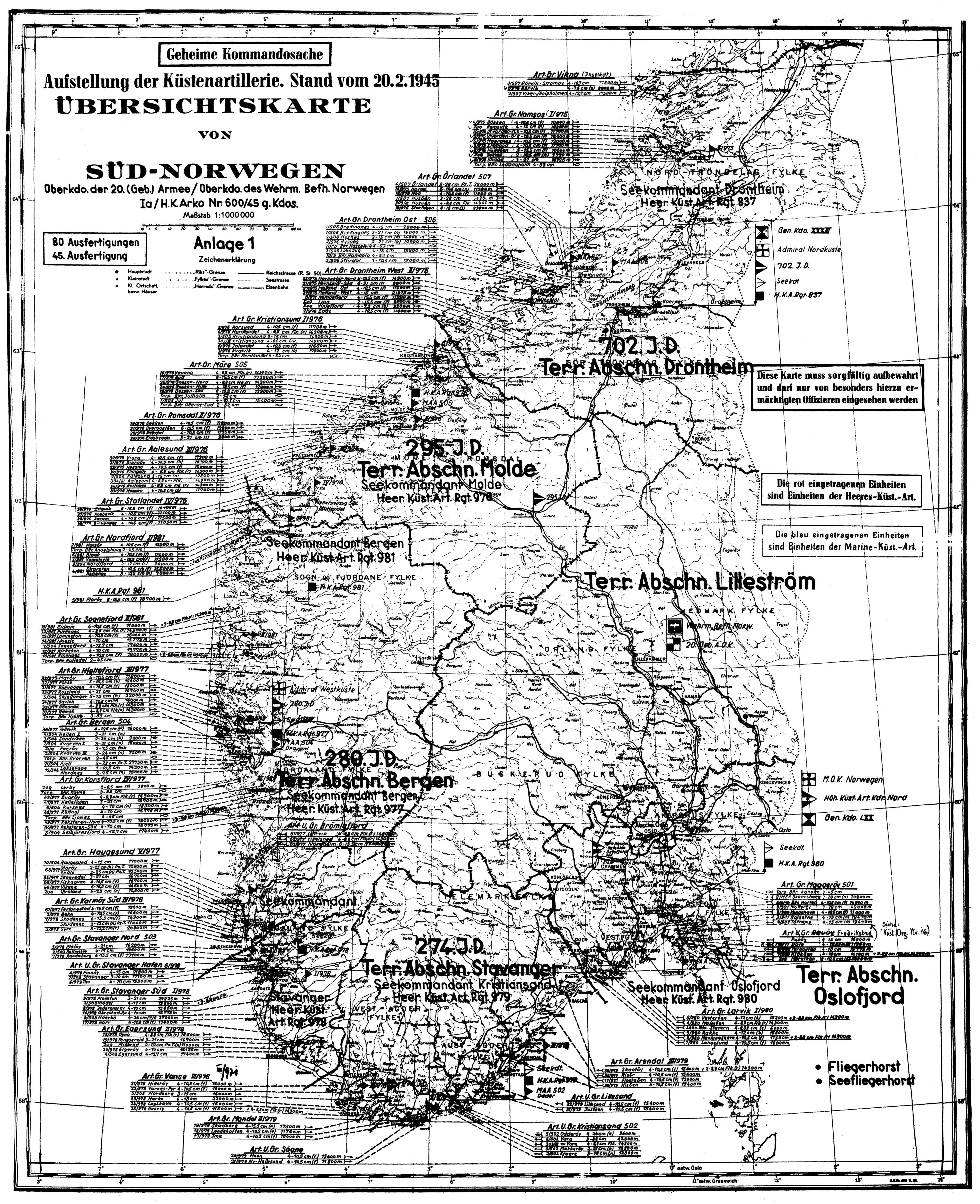
Deutsche Küstenartillerie im südlichen Norwegen 1945

Der Admiral der norwegischen Westküste war zugleich Küstenbefehlshaber und Befehlshaber der in seinem Bereich eingesetzten Sicherungskräfte. Außerdem war ihm die dort stationierte Heeresküstenartillerie taktisch unterstellt.
Nach der deutschen Kapitulation 1945 blieb die Dienststelle noch für einige Monate bestehen, um die deutschen Truppen in die Heimat zurückzuführen. Der Kommandierende Admiral Otto von Schrader wurde im Juli 1945 in Gefangenschaft genommen.

## Führung
Einziger Admiral bzw. Kommandierender Admiral der norwegischen Westküste war von 1940 bis 1945 Vizeadmiral, ab 1943 Admiral, Otto von Schrader.
Als Chef des Stabes waren eingesetzt:
- Kapitän zur See Oskar Schomburg (ehemaliger Führer der U-Boote Ostsee, später Seekommandant Bergen), April 1940 – April 1941
- Kapitän zur See Ludolf von Hohnhorst (später Seekommandant Bergen, Seekommandant Kirkenes und Chef des Stabes beim Kommandierender Admiral Norwegen), April 1941 – September 1942
- Konteradmiral Bernhard Liebetanz, September 1942 – April 1943
- Kapitän zur See Friedrich-Karl Wesemann, April 1943 – März 1944
- Kapitän zur See d. R. Georg Wildemann (vormals Erster Admiralstabsoffizier der Dienststelle), April 1944 – Auflösung der Dienststelle

## Gliederung 1944
- 23. Minensuchflottille
- 30. Minensuchflottille
- 11. U-Bootsjagdflottille
- 17. U-Bootsjagdflottille
- Minenräumschiff 25

## Dienststellen
Dem Admiral norwegische Westküste waren Dienststellen unterstellt:
- Kommandant der Seeverteidigung Molde (bis August 1940, dann an die Dienststelle des Admirals der norwegischen Nordküste)
- Kommandant der Seeverteidigung Bergen
- Kommandant der Seeverteidigung Stavanger
- Kommandant der Seeverteidigung Kristiansand-Süd
- Kriegsmarinewerft Bergen
- Festungskommandant Kristiansand-Süd (von Dezember 1944 bis Kriegsende, Kapitän zur See Erich Heymann)

## Küstensicherungsverband
Dem Admiral der norwegischen Westküste waren folgende Flottillen zur Küstensicherung unterstellt:
- 51. Vorpostenflottille
- 52. Minensuchflottille
- 53. Vorpostenflottille
- 54. Minensuchflottille
- 55. Vorpostenflottille

Verbandschef war von Mitte 1940 bis Ende 1942 Kapitänleutnant Hans Bartels.